# Massimiliano Martella
Massimiliano Martella (* 24. Januar 1977 in Marino) ist ein ehemaliger italienischer Straßenradrennfahrer.
Massimiliano Martella gewann in der Saison 2000 den Giro della Valli Aretine und den Gran Premio Capodarco. Im nächsten Jahr war er beim Giro della Valsesia und bei der Trofeo Internazionale Bastianelli erfolgreich. Daraufhin fuhr er Ende der Saison für die italienische Radsportmannschaft Lampre-Daikin als Stagiaire, bekam dort jedoch keinen Profivertrag. 2004 fuhr er für die Mannschaft Miche, 2005 bis 2006 für Ceramica Flaminia.

## Erfolge
2000
- Giro della Valli Aretine
- Gran Premio Capodarco

2001
- Giro della Valsesia
- Trofeo Internazionale Bastianelli

## Teams
- 2001 Lampre-Daikin (Stagiaire)

...
- 2004 Miche
- 2005 Ceramica Flaminia
- 2006 Ceramica Flaminia